# Ceriana bullosa
Ceriana bullosa är en tvåvingeart som först beskrevs av Meijere 1924.  Ceriana bullosa ingår i släktet griffelblomflugor, och familjen blomflugor. Inga underarter finns listade i Catalogue of Life.